# Eriphus lineatocollis
Eriphus lineatocollis là một loài bọ cánh cứng trong họ Cerambycidae.